# Johan Ludvig Runeberg
Pour les articles homonymes, voir Runeberg.
Johan Ludvig Runeberg (1804-1877) est le poète national de la Finlande. Par son œuvre, il a créé un idéal du peuple finlandais et de la nature, contribuant à l'identité nationale finlandaise. 
Son poème, Maamme, en français : Notre pays, est utilisé comme hymne national de la Finlande.

## Biographie

### Naissance et enfance
Johan Ludvig Runeberg naît le 5 février 1804 à Pietarsaari. Il est le fils du capitaine de navire Lorens Ulrik Runeberg et d'Anna Maria Malm. Sa famille, suédophone, se compose d'intellectuels, d'hommes d’Église et de marchands. Son père étant au large lors de sa naissance, il ne se rencontrent pour la première fois que quand l'enfant a trois ans. Il deviendra l'aîné de trois sœurs et de deux frères.
Une incertitude plane toujours sur la date précise de sa naissance, le 5 ou le 7 février. Runeberg ignorait lui-même le jour exact, et fêtait son anniversaire le 5.
En 1809, la province suédoise de Finlande fait partie du grand-duché de Finlande, province autonome de l'Empire russe. L'élite demeure suédophone.

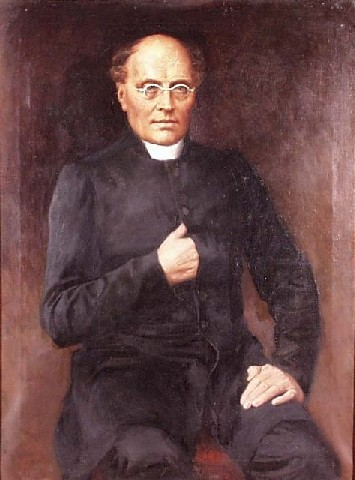
Johan Ludvig Runeberg peint par Albert Edelfelt en 1893.

### Études
Runeberg qui était suédophone passe le baccalauréat au lycée d'Åbo, aujourd'hui Turku, en 1822, et commence l'année suivante des études de philosophie à l'Académie royale d'Åbo, qu'il finance en donnant des cours particuliers. À l'université, il se lie d'amitié avec Johan Jakob Nervander, Johan Vilhelm Snellman, Elias Lönnrot ainsi que Zacharias Topelius. Il obtient sa licence de philosophie en août 1827.

### Mariage et carrière
Durant l'été 1827, il loge chez l'archevêque Jacob Tengström, à Pargas, où il enseigne à des enfants. 
Il y rencontre la nièce de l'archevêque Fredrika Tengström qu'il épouse en janvier 1831. 
Ils mettent au monde huit enfants, dont deux décéderont en bas âge. 
Un de leurs fils Walter Runeberg sera un sculpteur célèbre.
En 1828, le couple s'installe à Helsinki où Johan Runeberg fonde le journal Helsingfors Morgonblad, dont il devient rédacteur en chef. 
Au début de l'année 1837, il se voit proposer un poste de lecteur en littérature latine, au lycée de Porvoo, ville où la famille déménage définitivement. 
En marge de son travail de professeur, il est rédacteur pour le journal Borgå Tidning durant les années 1838 et 1839.
Johan Runeberg continue d'enseigner jusqu'à sa retraite en 1857, après il se consacre à l'écriture. 

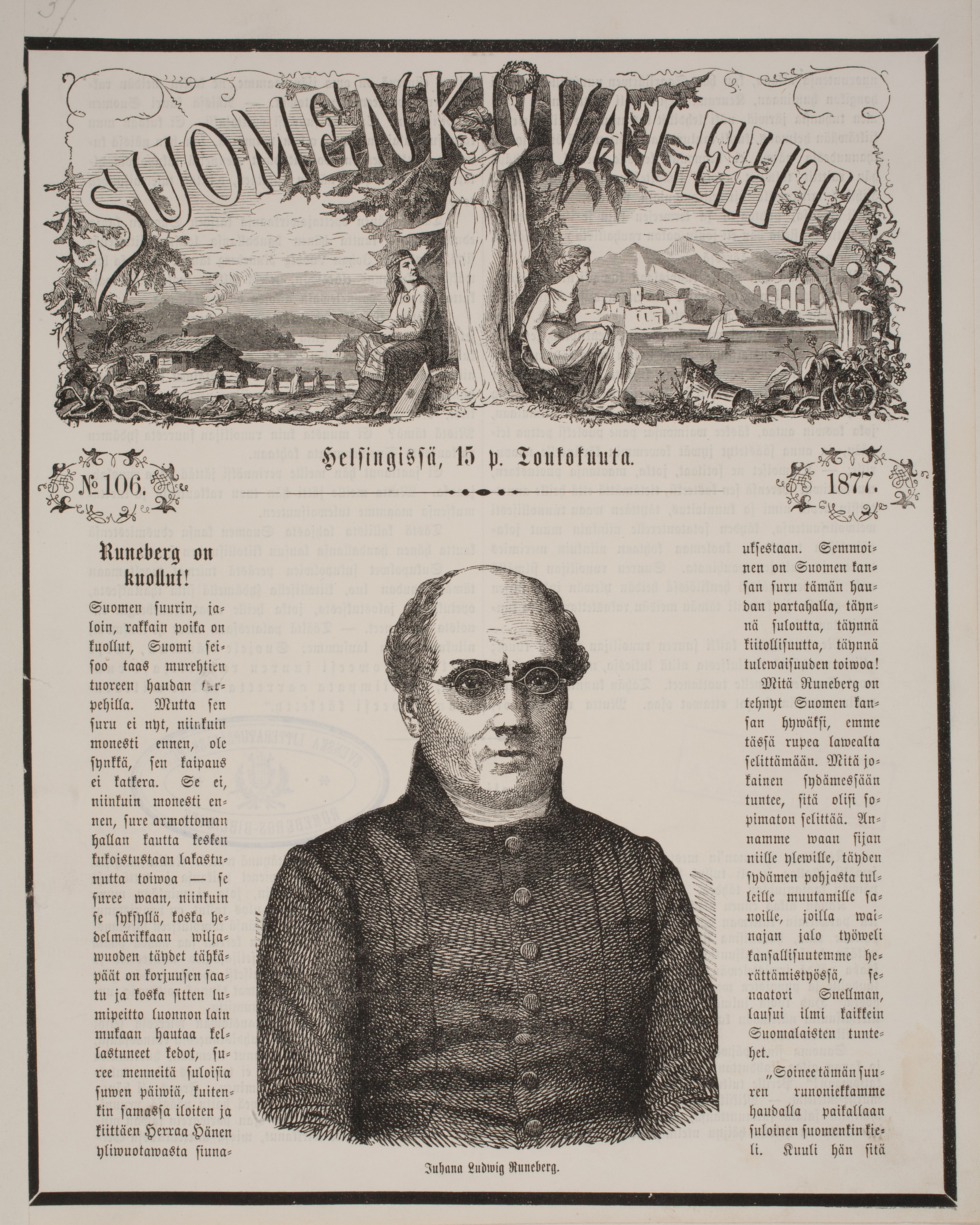
Un article de journal publié à la mort de Johan Runeberg, le 15 mai 1877 dans le journal Suomen Kuvalehti.

En 1863, il est victime d'une apoplexie cérébrale, qui le force à tenir le lit jusqu'à son décès le 6 mai 1877 à Porvoo.
Il est nommé professeur émérite en 1844.

## Son œuvre
Faisant partie de la communauté suédophone de Finlande, il compose l'intégralité de son œuvre en suédois. Son premier recueil, Dikter, 1830, est le premier recueil de poèmes d’un auteur à être publié en Finlande.
Runeberg a largement contribué à l’éveil national de la culture finlandaise, avec Elias Lönnrot, compilateur du Kalevala. Il est une figure essentielle de la littérature de ce pays.
L'œuvre la plus fameuse de Runeberg est Les Récits de l'enseigne Stål, écrit entre 1848 et 1860, que l'on considère comme le plus grand poème épique finlandais ne faisant pas partie du fonds traditionnel lié au Kalevala. Il a pour sujet la guerre de Finlande au cours de laquelle la Suède perdit sans gloire la Finlande qui devint un grand-duché dans l'empire Russe. Le poème, divisé en chapitres, glorifie l'humanité commune à toutes les parties en conflit, tout en louant principalement l'héroïsme des Finlandais. Le premier poème Vårt Land est devenu l'hymne national finlandais. Le jour de Runeberg est célébré tous les ans, le 5 février.

### Les Récits de l'enseigne Stål
Le recueil de contes Les Récits de l'enseigne Stål est son œuvre la plus marquante. Runeberg y décrit les misères et le courage des Finlandais enrôlés dans l'armée du royaume de Suède en guerre contre l'Empire russe.
- Le poème d'ouverture Vårt Land sert de paroles à l'hymne national finlandais.
- La Marche des habitants de Björneborg (Björneborgarnas marscha) a été écrite sur une ancienne marche militaire qui est l'hymne officiel du président de la république et chef des forces armées (Porilaisten marssi en finnois).
- Lotta Svärd a donné son nom à une organisation paramilitaire féminine très active lors des guerres opposant la Finlande et l'Union soviétique. Elle est l'épouse du soldat Svärd et le suit à la guerre où il meurt. Elle se consacre ensuite à soigner les soldats blessés.
- Sandels décrit un général suédois en train de prendre du bon temps sans se préoccuper de la bataille qui se déclenche. Les soldats finlandais l'emporteront et le général recueillera les lauriers. Jean Sibelius en tirera un oratorio profane (op. 28).

#### Gravures desRécits de l’enseigne Stål

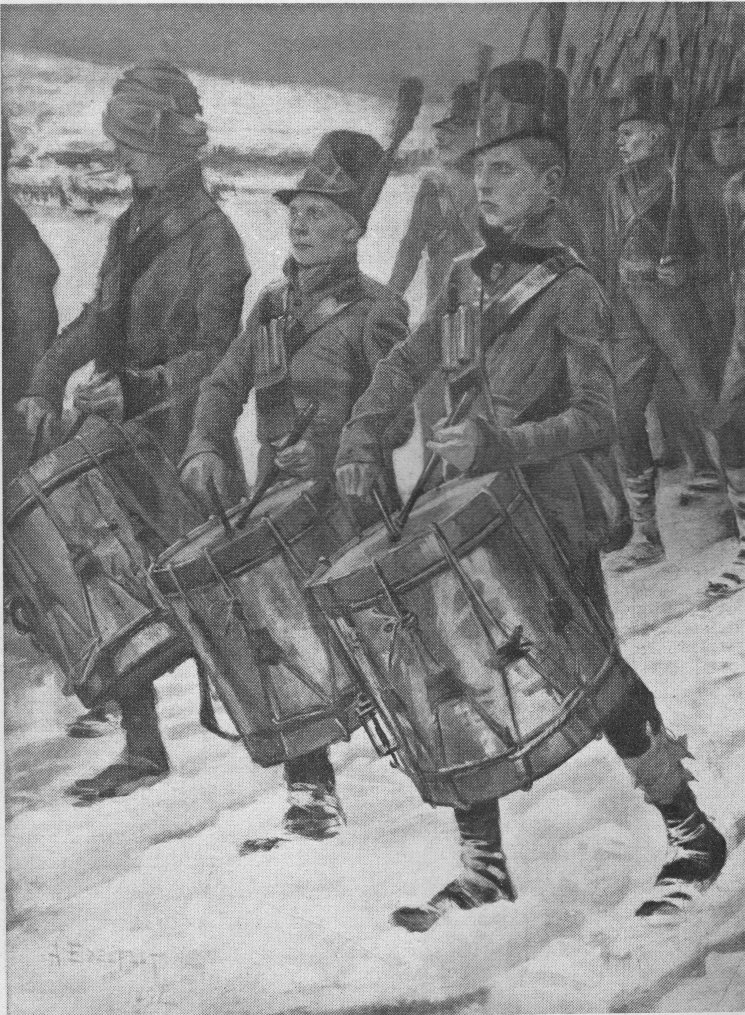
La Marche des habitants de Björneborg.
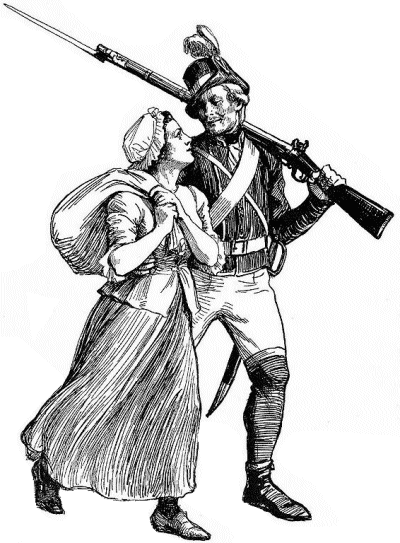
Lotta Svärd accompagne son époux à la guerre.
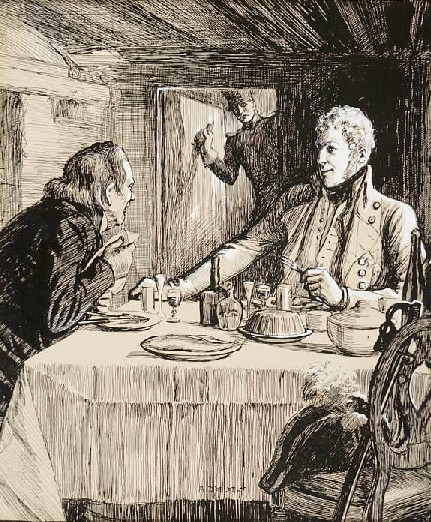
Le général Sandels régale le pasteur pendant que la bataille fait rage.

### Dans la culture populaire
Il a donné son nom a une pâtisserie finlandaise, le Runebergintorttu.

## Traductions en français
- Contes et légendes de Finlande, Lucie Thomas, Fernand Nathan, 1947, contient Notre Pays et La Marche des habitants de Björneborg.
- Le Roi Fialar, Hippolyte Valmore, Garnier frères, 1879. Contient seize des récits du porte-enseigne Stôle, les récits poétiques La Veillée de Noël, Hanna et Le Roi Fialar ainsi que seize courts poèmes. Onze poèmes d'autres auteurs suédophones de Finlande complètent ce recueil. Dans cette traduction, selon les usages de l'époque, tous les noms propres ont été francisés de façon à les adapter aux règles de la prononciation française.

Le projet Runeberg de bibliothèque numérique nordique a été nommé en son honneur.
- Le Retour du vieillard, publié dans Le Magasin pittoresque de 1839 disponible en ligne